# Бурильні труби

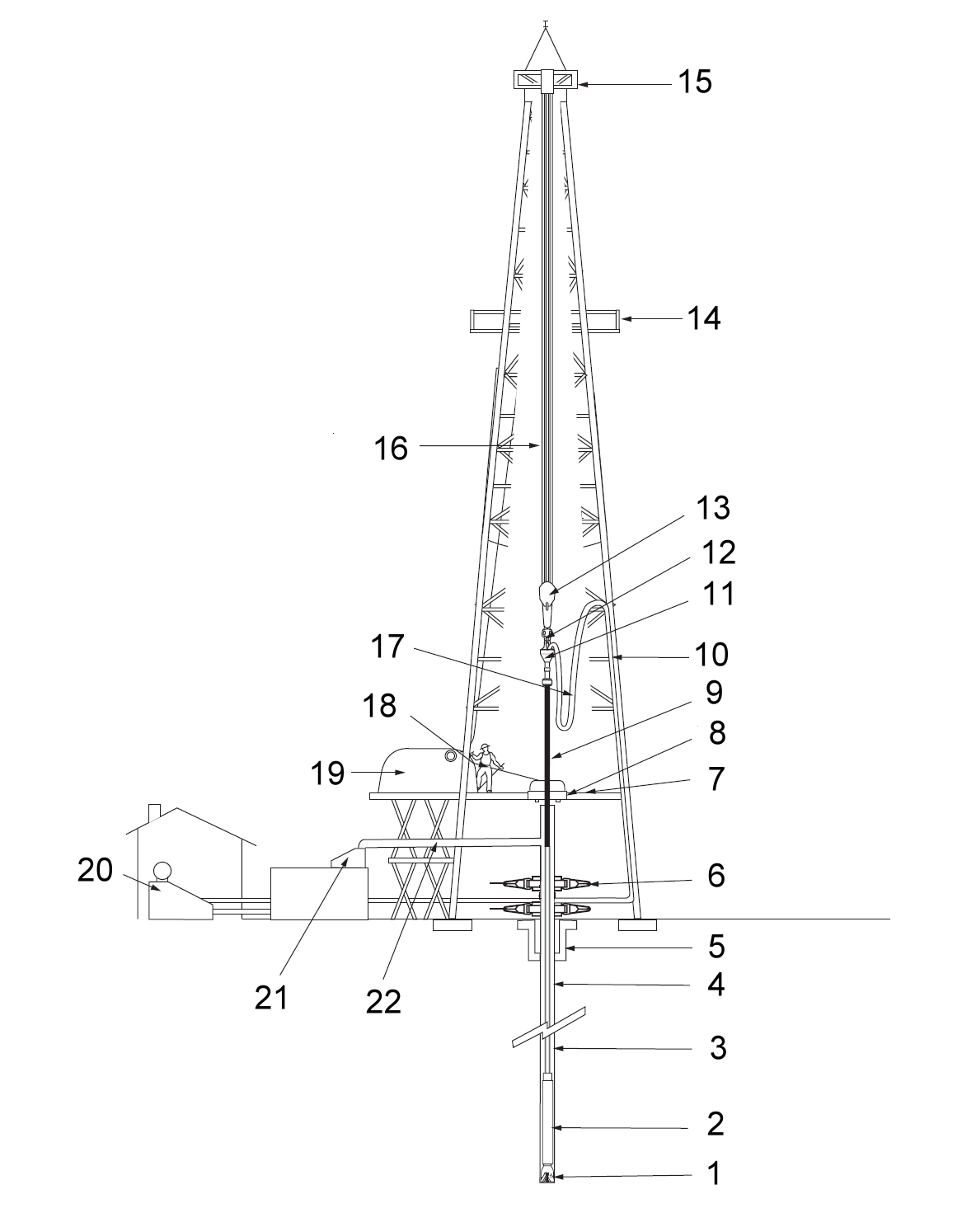
Рис. 1. Загальна схема бурової установки: 1 — бурове долото; 2 — обважнені бурильні труби; 3 — бурильні труби; 4 — кондуктор; 5 — гирлова шахта; 6 — противикидні пристрої; 7 — підлога бурової установки; 8 — буровий ротор; 9 — провідна бурильна труба; 10 — буровий стояк; 11 — вертлюг; 12 — гак; 13 — талевий блок; 14 — балкон робітника; 15 — кронблок; 16 — талевий канат; 17 — шланг провідної бурильної труби; 18 — індикатор навантаження на долото; 19 — бурова лебідка; 20 — буровий насос; 21 — вібраційне сито для бурового розчину; 22 — викидна лінія бурового розчину.

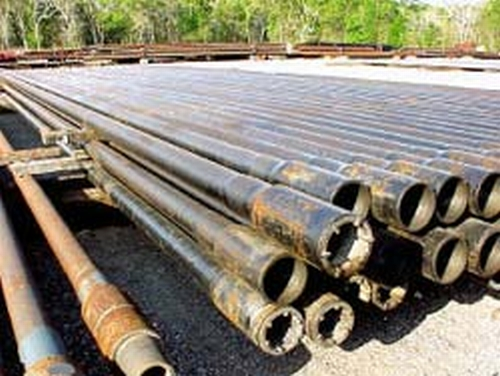
Рис. 2. Бурильні труби.

Рис. 3. Кран подачі бурових труб.

Бури́льні труби — основна складова частина бурильної колони, призначена для опускання в бурову свердловину і піднімання породоруйнуючого інструменту, передачі обертання, створення осьового навантаження на інструмент, транспортування бурового розчину або стисненого повітря до вибою свердловини, доставки на поверхню кернів.

## Загальний опис
Бурильні труби виготовляють безшовними, з вуглецевих або легованих сталей, а також зі сплавів легких металів (зокрема алюмінію). Діаметр бурильних труб 33,5-168 мм (бурильні труби діаметром до 60 мм використовують в основному для геологорозвідувального колонкового буріння). Бурильні труби з'єднуються між собою з допомогою бурильних замків; у колонковому бурінні застосовують також ніпельні з'єднання (з'єднини). Легкосплавні бурильні труби (круглого перерізу з товщиною стінки 9-17 мм) виготовляють із потовщеними кінцями методом пресування з термообробленого алюмінієвого сплаву. Для їх з'єднання застосовують бурильні замки полегшеної конструкції. До бурильних труб належать також обважнені (ОБТ) і ведучі (ВТ) бурильні труби. Обважнені сталеві бурильні труби переважно круглого перерізу виготовляють товстостінними із поковки з механічним оброблянням або гарячекатаними. Вони призначені для створення навантаження на породоруйнуючий інструмент, збільшення жорсткості нижньої частини колони. Комплект ОБТ складається з труб, з'єднаних з допомогою замкової різі (довжиною до 300 м). Для боротьби з викривленням свердловини застосовують ОБТ квадратного перерізу з наплавленням на гранях поясків із твердого сплаву, для попередження прихоплення — із спіральними фрезерними канавками.
Ведучі бурильні труби, звичайно квадратного або шестигранного перерізу, установлюють у верхній частині бурильної колони і передають їй обертання від привода бурового устаткування.
Бурильні труби випускають двох конструкцій: суцільні з кованої заготовки із потовщеними кінцями і термічною та механічною обробкою по всій довжині; збірні з гарячекатаної заготовки із перевідниками, наґвинченими на кінці труби, аналогічно до бурильного замка.

## Труба бурильна

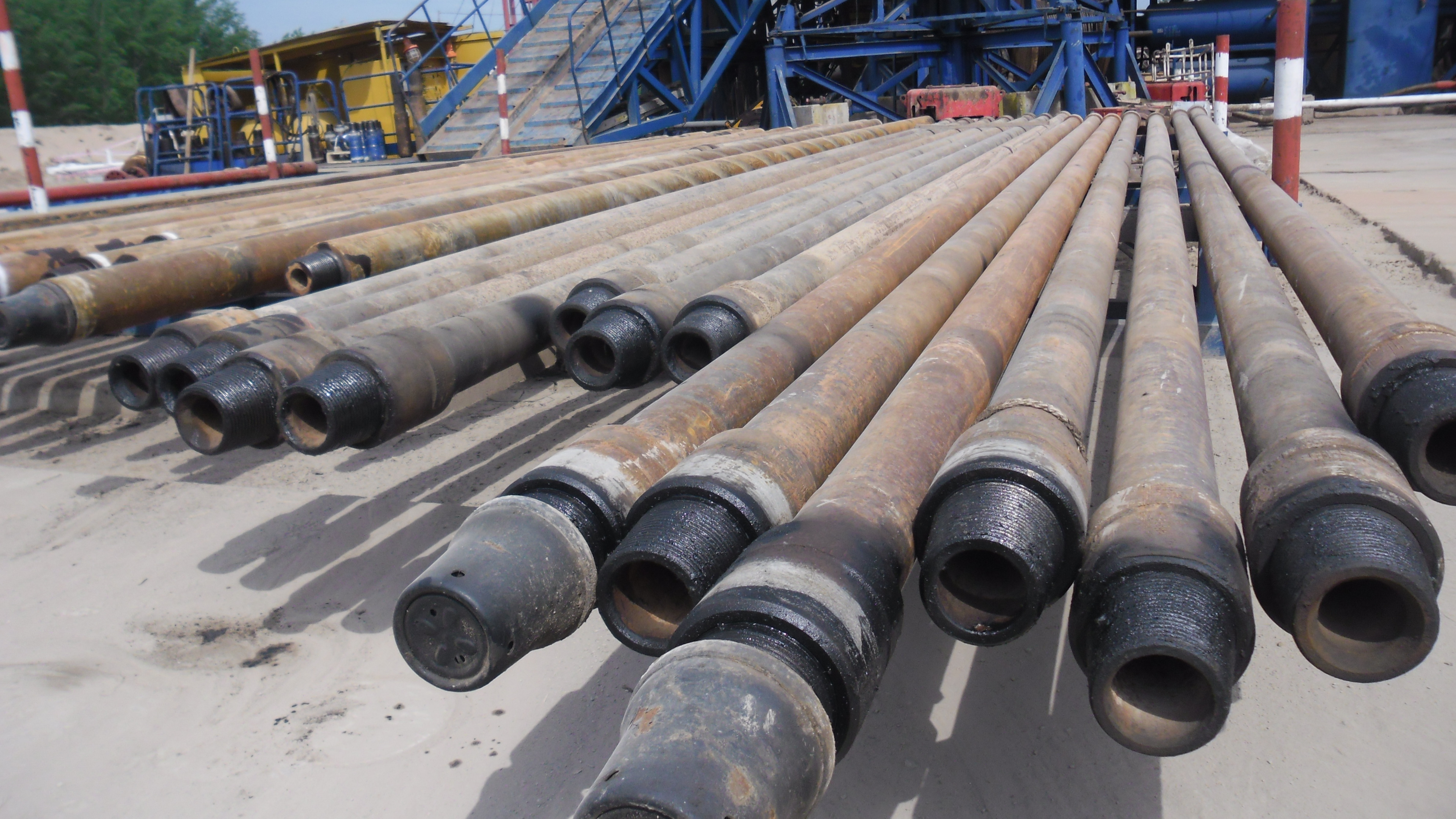
Рис. 4. Бурильні труби на майданчику безпосередньо біля бурової вежі.

Труба, яка призначена для буріння й капітального ремонту свердловин. Стандарт передбачає виготовлення сталевих безшовних Т.б. та з'єднувальних муфт до них із потовщеними всередину або назовні кінцями довжиною 6,8 і 11,5 м, з умовним діаметром 60-168 мм, товщиною стінки 7-11 мм, з правою і лівою різзю, а також легкосплавних (із стопуалюмінію-міді-магнію або алюмінієвого стопу). Т.б. використовуються для обертання долота й циркуляції бурового розчину; основна складова частина бурильної колони; призначена для опускання в бурову свердловину й піднімання породоруйнівного інструменту, передачі обертання, створення осьового навантаження на інструмент, транспортування бурового розчину або стисненого повітря до вибою свердловини, доставки на поверхню кернів.

## Обважнені бурильні труби

Рис. 5. Схеми ОБТ: а — круглого перерізу; б — зі спіральними канавками: в — квадратного перерізу.

Труба бурильна більшої ваги й жорсткості. Колона Т.б.о. встановлюється в нижній частині бурильної колони, дає змогу за відносно невеликої довжини створювати її вагою необхідне навантаження на бурове долото. Їх виготовляють зі сталі довжиною 6,8 і 12 м, діаметром 73-140 мм, маса 1 м труби 49-156 кг.
Обважнені бурильні труби бувають таких типів:
- з гладкою поверхнею по всій довжині;
- з конусним проточуванням у верхній частині;
- збалансовані;
- зі спіральними канавками;
- квадратного перерізу по периметру.

ОБТ перших двох типів виготовляють із сталей групи міцності Д і К методом обкатування без термічної обробки. Вони мають недостатню міцність, невисоку зносостійкість та значні допуски на кривизну, різностінність і овальність. Внаслідок цього, під час роботи долота на вибої відбувається биття бурильної колони і, як наслідок, виникнення динамічних навантажень, що негативно впливає на умови роботи бурильної колони і долота.
Вади цих ОБТ у значній мірі усунені в збалансованих обважнених бурильних трубах (ОБТЗ).
Внутрішній канал у цих трубах висвердлений, що забезпечує його прямолінійність, а механічне оброблення зовнішньої поверхні труб, обкатування різьби роликом, термічне оброблення труб і фосфатування різьби підвищують їх міцність.
На кінцях цих труб нарізують зовнішню і внутрішню замкову різьбу або зовнішню і внутрішню спеціальну замкову різьбу з кроком 6,35 мм і конусністю 1:6 з розвантажуючими зарізьбовими канавками, які підвищують опір різьбового з'єднання знакозмінному згину. ОБТЗ виготовляють із сталей марки 38ХНЗМФА і 40ХН2МА діаметрів: 120, 133, 178, 229 мм довжиною 6,5 м; розроблені конструкції діаметром 254, 273, 299 мм.
ОБТ зі спіральними канавками мають на зовнішній поверхні нарізані спіральні канавки, внаслідок чого зменшується імовірність прихоплювання колони і покращується якість промивання.
ОБТ квадратного по периметру перерізу бувають двох типів: а) збірної конструкції, які складаються з трьох (двох) згвинчених між собою секцій, грані яких зміщені одна щодо одної на 45°. Секції з'єднуються між собою з допомогою замкової або дрібної трубної різьби і спрямовуючого пояска. Після згвинчування секції зварюють.
б) суцільні, у яких розмір по діагоналі дорівнює розміру долота. Вони виконують функції подовженого стабілізатора. Для збільшення зносостійкості грані квадрата наварюють карбідом вольфраму або релітом. На кінцях труби нарізають внутрішню замкову різьбу.

## Бурильні труби із алюмінієвих сплавів
Крім сталевих бурильних труб використовуються бурильні труби із алюмінієвих сплавів Д16Т, 1953Т1, АК41Т1. Алюмінієві бурильні труби значно легші за сталеві і за рахунок їх використання, при недостатній вантажопідйомності бурової установки, можна досягнути більшої глибини свердловини. Алюмінієві труби більш гнучкі і витривалі до змінних, за знаком, навантажень. Але до них не можна прикладати значні крутильні моменти. Труби швидко спрацьовуються. Високі моменти призводять до руйнування трубних різьб і частих аварій. Алюмінієві труби мають обмежене застосування. Вони більш придатні для буріння вибійними двигунами.
Легкосплавні бурильні труби з алюмінієвих сплавів (ЛБТ) застосовуються двох типів:
- — з внутрішніми кінцевими потовщеннями і стальними бурильними замками;
- — з потовщеною стінкою по всій довжині.

ЛБТ із внутрішніми кінцевими потовщеннями випускають з конічною трубною трикутною різьбою і конічною трубною трапецієвидною різьбою, з конічним стабілізуючим пояском довжиною 9 і 12 м діаметром 114, 129 і 147 мм.
ЛБТ з потовщеною стінкою по усій довжині мають на кінцях нарізану замкову різьбу. Вони випускаються довжиною 6 м і діаметром 146, 159 і 180 мм. Ці труби застосовуються при бурінні похилих свердловин в інтервалах набору кривизни, та як вибійні амортизатори.
До переваг ЛБТ відноситься наявність у них гладкої внутрішньої поверхні, що знижує гідравлічні опори приблизно на 20 % порівняно зі стальними бурильними трубами аналогічного перерізу.
Недоліки ЛБТ:
- — їх не можна експлуатувати при температурах вищих 150 оС, тому що різко знижується міцнісна характеристика сплаву Д16Т;
- — неможливість їх експлуатації при наявності у свердловині промивальної рідини з концентрацією водневих іонів рН > 10, у зв'язку із сильною кородуючою дією лужного середовища на сплави алюмінію;
- — недопустимі кислотні ванни, які застосовують для звільнення прихопленої сталевої бурильної колони.

## Технологія застосування суцільно-розширювальних бурильних труб
При виборі конструкції свердловини намагаються звести до мінімуму кількість обсадних колон. Для спуску кожної додаткової колони необхідно збільшувати діаметр попередніх обсадних колон та діаметр доліт для буріння. У складних гірничо-геологічних умовах, особливо при бурінні в акваторіях морів, конструкція свердловини може містити до 9 обсадних колон.
При використанні сучасної технології, для збереження попереднього діаметра долота, після спуску обсадної колони використовують обсадні розширювальні труби. При цьому, після спуску обсадної колони буріння ведеться долотом з розширювачем, з допомогою якого утворюється діаметр стовбура більший ніж прохідний діаметр у попередній колоні. При досягненні глибини спуску наступної колони, спускають обсадну колону із сталевих розширювальних труб. Потім у затрубний затрубний простір закачують цемент (процес цементування колони) і відразу після цього, обсадні труби розширюють з допомогою розширюючого конусу. Конус переміщується вздовж труби під дією зусилля, що передається на нього від ваги бурильної колони, або за рахунок механічного зусилля вгору чи вниз. При проходженні розширюючого конусу відбувається пластична деформація стінок труби при напруженнях, вищих за межу текучості і менших за межу міцності матеріалу труб . Розширення внутрішнього діаметра обсадних труб може досягати 25 %. Як правило, труби необхідно розширити менше ніж на 20 %.
Застосування обсадних розширюваних труб дозволяє зберегти діаметр стовбура свердловини, при цьому немає необхідності у спеціальній підвісці хвостовика і застосуванні пакера, забезпечується краще ущільнення кільцевого простору, забезпечується можливість зміцнення обсадної колони при її ремонті.

## Ведучі бурильні труби

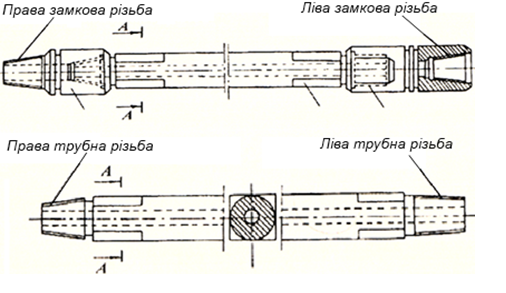
Рис. 6. Ведуча бурильна труба збірної конструкції.

Ведучі бурильні труби призначені для передачі обертання бурильної колони від ротора і реактивного моменту від вибійного двигуна до ротора при одночасній подачі бурильної колони і циркуляції промивальної рідини. При бурінні нафтових і газових свердловин застосовують ведучі бурильні труби збірної конструкції, які складаються з квадратної товстостінної штанги, верхнього штангового перехідника (ПШВ) та нижнього штангового перехідника (ПШН) (рис. 6). На верхньому кінці штанги нарізана зовнішня ліва трубна різьба, а на нижньому — зовнішня права трубна різьба. Верхній штанговий перехідник має для приєднання до штанги ліву трубну різьбу, а на іншому кінці — внутрішню замкову ліву різьбу. Нижній штанговий перехідник має для приєднання до штанги внутрішню трубну праву різьбу, а на іншому кінці — зовнішню замкову праву різьбу. Ведучу трубу в зборі приєднується до ствола вертлюга з допомогою перехідника, який запобігає зношуванню різьби на ПШВ у стволі вертлюга. Для захисту від зносу замкової різьби ПШН, яка піддається багаторазовим згвинчуванням та розгвинчуванням при нарощуванні бурильної колони і спуско-підіймальних операціях, на перехідник ПШН додатково нагвинчують запобіжний перевідник. вадратні штанги для ведучих труб виготовляють довжиною до 16,5 м із сталі групи міцності Д і К, а перехідники — із марки 40ХН.
Для підвищення міцності, довговічності і герметичності розроблені ведучі бурильні труби збірної конструкції типу ТВКП з різьбою трапецієвидного профілю і конічними стабілізуючими поясками. Перехідники для цих труб виготовляють із сталі марки 40ХНМА.

## Перехідники
Перехідники бурильних колон призначені для з'єднання бурильних труб і ОБТ з різного типу різьбами і як запобіжні, щоб зменшити спрацювання різьби окремого елемента компоновки, наприклад ведучої труби та для приєднання до бурильної колони різних інструментів.
Перехідники для бурильних колон бувають чотирьох типів:
- 1. Перехідні або запобіжні (ПП), у яких з однієї сторони муфта, а з іншої конус.
- 2. Муфтові (ПМ), у яких із обох сторін нарізана муфтова різьба.
- 3. Ніпельні (ПН), у яких з обох сторін нарізані конуси.
- 4. Протекторні, на яких монтуються протекторні кільця для захисту від спрацювання верхньої частини обсадної колони.

Крім того, використовуються перехідники для з'єднання бурильної колони з обсадною при спуску обсадних колон-хвостовиків.
Стандартом передбачено виготовлення перехідників і бурильних замків із одного і того ж матеріалу з однаковим зовнішнім діаметром.

## Контроль якості, відбраковка, транспорт і експлуатація
Методи контролю якості обсадних труб, які у даний час застосовуються, не дають повної гарантії виявлення дефектів. Тріщини по тілу труби при опресуванні можуть розкриватися не завжди. Згідно із дослідженнями, тільки після десятиразового випробовування труб тиском можна виявити більшість дефектів при опресуванні. Також не всі дефекти виявляються і при дефектоскопії тіла труб і муфт, яка проводиться ультразвуковим методом. Дефектоскопію необхідно проводити після опресування труб, тобто після створення деформації і розкриття дефектів.
Надійнішими є обсадні труби, що випускаються згідно зі стандартами АРІ. Ці труби проходять більш ґрунтовну перевірку на заводах і з ними ускладнень практично не виникає. При цьому на заводі відбраковується від 20 до 30 % труб.
Доставлені на свердловину обсадні труби повинні мати сертифі-кат та заводське маркування, а також відомість про їх перевірку на базі виробничого обслуговування. На свердловині труби перевіряються на відповідність їх відомості, проводиться повторний зовнішній огляд і шаблонування.
Транспортування труб без запобіжних кілець на різьбових з'єднаннях забороняється. Також забороняється скидання труб із тра-нспортних засобів.
На кожні 1000 м підготовлених до спуску труб необхідно мати 50 м запасних.
На свердловині, при укладанні труб на містки необхідно:
- — виміряти довжину труби від торця муфти до початку різьби ніпеля;
- — записати порядковий номер і довжину труби у відомість укла-дання труб, перевірити відповідність заводського маркуванням з відомістю підготовки;
- — торці муфт труб у рядах потрібно розміщувати по прямій лінії, а у наступних верхніх рядах — ступенями, відступивши від кожного покладеного ряду на довжину муфти.

Різьби труб і запобіжні кільця необхідно промивати, а при вико-ристанні мастил типу УС їх попередньо знежирюють. На ніпелі труб, після промивання, нагвинчують запобіжні кільця. Застосування мета-левих щіток для очищення різьб не допускається.
Спуск обсадних колон є найвідповідальнішою операцією у бу-рінні (або закінчуванні) свердловин. Від спуску колони до вибою та її цементування залежить подальша якісна експлуатація свердловини. Обсадна колона має більший діаметр від бурильної колони. При її спуску маємо обмежені можливості з усунення перешкод. Тому свердловину необхідно ретельно готувати до спуску обсадної колони. При зупинці проходження обсадної колони у стовбурі свердловини, рідко коли її можна підняти зі свердловини без ускладнень.
Підготовка стовбура свердловини та обсадних труб до спуску колони, спуск колони і її цементування повинні виконуватися згідно із розробленими планами робіт, затвердженими у встановленому порядку.
Перед спуском обсадної колони, у свердловині необхідно провести комплекс електрометричних і інших геофізичних дослідницьких робіт, необхідних для здійснення та контролю технологічного процесу кріплення.